# Brochantit
Brochantit (Lévy, 1824), chemický vzorec Cu4[(OH)6|SO4], je jednoklonný minerál. Pojmenován podle: A. J. F. M. Brochant de Villiers (1772–1840), francouzský geolog a mineralog.

## Původ
Druhotný minerál vzniklý v oxidační zóně měděných ložisek společně s dalšími měděnými minerály.

## Morfologie
Vytváří prizmatické krystaly, vláknité, zrnité a jehličkovité agregáty.

## Vlastnosti
- Fyzikální vlastnosti: Tvrdost 3,5–4, křehký, hustota 3,97 g/cm³, štěpnost dokonalá podle {100}, lom lasturnatý.
- Optické vlastnosti: Barva: zelená, smaragdově zelená, černá. Lesk skelný, perleťový, průhlednost: průhledný až průsvitný, vryp světle zelený.
- Chemické vlastnosti: Složení: Cu 56,20 %, H 1,34 %, S 7,09 %, O 35,37 %. Rozpustný v kyselinách a amoniaku, lehce se taví.

## Podobné minerály
malachit, antlerit

## Parageneze
malachit, azurit, linarit, antlerit

## Využití
Výjimečně jako drahý kámen.

## Naleziště
Řídce se vyskytující minerál.
- Česko – Harrachov, Ludvíkov, Borovec
- Slovensko – Špania Dolina, Smolník, Gelnica, Dobšiná
- Německo – Oberwolfach, Wittichen, Neubulach
- Rumunsko – Baita
- Řecko – Lavrion
- a další.